# Зебринка міомбова
Зебри́нка міомбова (Calamonastes undosus) — вид горобцеподібних птахів родини тамікових (Cisticolidae). Мешкає в Центральній і Східній Африці.

## Підвиди
Виділяють чотири підвиди:
- C. u. cinereus Reichenow, 1887 — Республіка Конго, захід ДР Конго, північна Ангола, північно-західна Замбія;
- C. u. huilae (Meise, 1958) — захід центральної Анголи;
- C. u. katangae Neave, 1909 — південний схід ДР Конго, північна Замбія;
- C. u. undosus (Reichenow, 1882) — Руанда, Бурунді, Танзанія, Кенія.

## Поширення і екологія
Міомбові зебринки живуть в сухих саванах, чагарникових заростях і міомбо.